# Shea Weber
Shea Michael Weber (Sicamous, 14 agosto 1985) è un hockeista su ghiaccio canadese professionista che gioca nel ruolo di difensore per i Montreal Canadiens. È stato per diverse stagioni capitano dei Nashville Predators.